# لی دونگ-گوک
لی دونگ-گوک (انگلیسی: Lee Dong-gook؛ زادهٔ ۲۹ آوریل ۱۹۷۹) یک بازیکن فوتبال، و ورزشکار اهل کره جنوبی است. وی سابقه قهرمانی درلیگ کره جنوبی درسالهای ۲۰۰۹، ۲۰۱۱، ۲۰۱۴، ۲۰۱۵، ۲۰۱۷، ۲۰۱۸، ۲۰۱۹، ۲۰۲۰ودوقهرمانی درلیگ قهرمانان اسیا۲۰۱۶٬۱۹۹۸رادارد وی بهترین گلزن لیگ قهرمانان آسیابا۳۷گل زدوهمچنین بهترین گلزن لیگ کره جنوبی بابیش از۲۵۰گل زده می باشدودرپایان فصل۲۰۲۰که باچهارمین قهرمانی پیاپی چونبوک موتورز همراه بودازدنیایی فوتبال خداحافظی کردوی سابقه حضوردر۲جام جهانی ۲جام ملتهای اسیاوالمپیک۲۰۰۰رادارد
از باشگاه‌هایی که در آن بازی کرده‌است می‌توان به میدلزبورو اشاره کرد.
وی همچنین در تیم ملی فوتبال کره جنوبی بازی کرده‌است.

این بازیکن فوتبال به همراه پنج فرزندش در برنامه تلویزیونی بازگشت سوپرمن حضور دارد.

## برنامه‌های تلویزیونی
| Year | عنوان         | شبکه      | نقش            |
| ---- | ------------- | --------- | -------------- |
| ۲۰۱۴ | بازگشت سوپرمن | کی بی اس۲ | Series regular |